# Patos (Albánia)
Patos város, egyúttal községközpont és alközség Albánia középső részén, Fier városától légvonalban 7, közúton 8 kilométerre délkeleti irányban, a Myzeqeja síkjának déli peremén. Fier megyén belül Patos község székhelye, Patos alközség központja. Az alközség további települései: Banaj, Dukas, Griz, Kuqar, Margëlliç (Marglliç), Rërës és Rusinja. A 2011-es népszámlálás alapján az alközség népessége 15 397 fő. Noha őstörténeti szempontból nagy múltú terület – paleolitikus telep, bronzkori halomsír és vaskori illír erőd egyaránt található Patosban –, a 20. században az albániai kőolaj-kitermelés fellegvára, látnivalókban szűkölködő iparváros lett.

## Fekvése
Patos a tengerparti Myzeqeja síkság és a mallakastrai dombvidék találkozásánál, a Gjanica völgyének északi előterében fekszik. A település északi határában halad a Fiert Ura Vajguroréval összekötő SH73-as főút.

## Története

### Őstörténet
Patos közvetlen környékén számos őskori régészeti lelőhely található. Az ezredfordulón zajló kryegjatai ásatások során Rusinja mellett, 259 méteres tengerszint feletti magasságban egy őskőkori telephelyet tártak fel, amelyet az ember megjelenésének egyik legkorábbi helyszíneként tartanak számon Albániában.
1976-ban Muzafer Korkuti tárta fel Patosnál, a Gjanica völgyében a késő bronzkortól a vaskor középső szakaszáig használt patosi halomsírt. A temetkezési hely őstörténeti jelentősége, hogy – a dukati halomsírok mellett – a sírmellékletei között talált protogeometrikus bronzfibulák a korabeli népesség itáliai kereskedelmi és kulturális kapcsolatairól vallanak. A fibulák mellett nagyobb számban kerültek elő a patosi halomsírból különböző bronz ékszerek (diadémok, spirálok stb.).
Ugyancsak a késő bronzkorban alakult ki a közeli Margëlliç melletti dombtetőn a preillírekhez köthető erődített település, amely a vaskorra, az i. e. 7–6. századra Illíria egyik jelentős protourbán települése, kereskedelmi és kézműipari központja lett. Az i. e. 4. századra az illírek közé tartozó büllionok települése, a Bülliszt védő körkörös erődrendszer része volt az amant szállásterületek határán. A hellenisztikus város lakói különösen fazekastermékeikről voltak nevezetesek. Az első római–illír háború (i. e. 229) után a város a Római Köztársaság protektorátusa alá került, majd az i. e. 1. század végére elnéptelenedett.

### A modern település

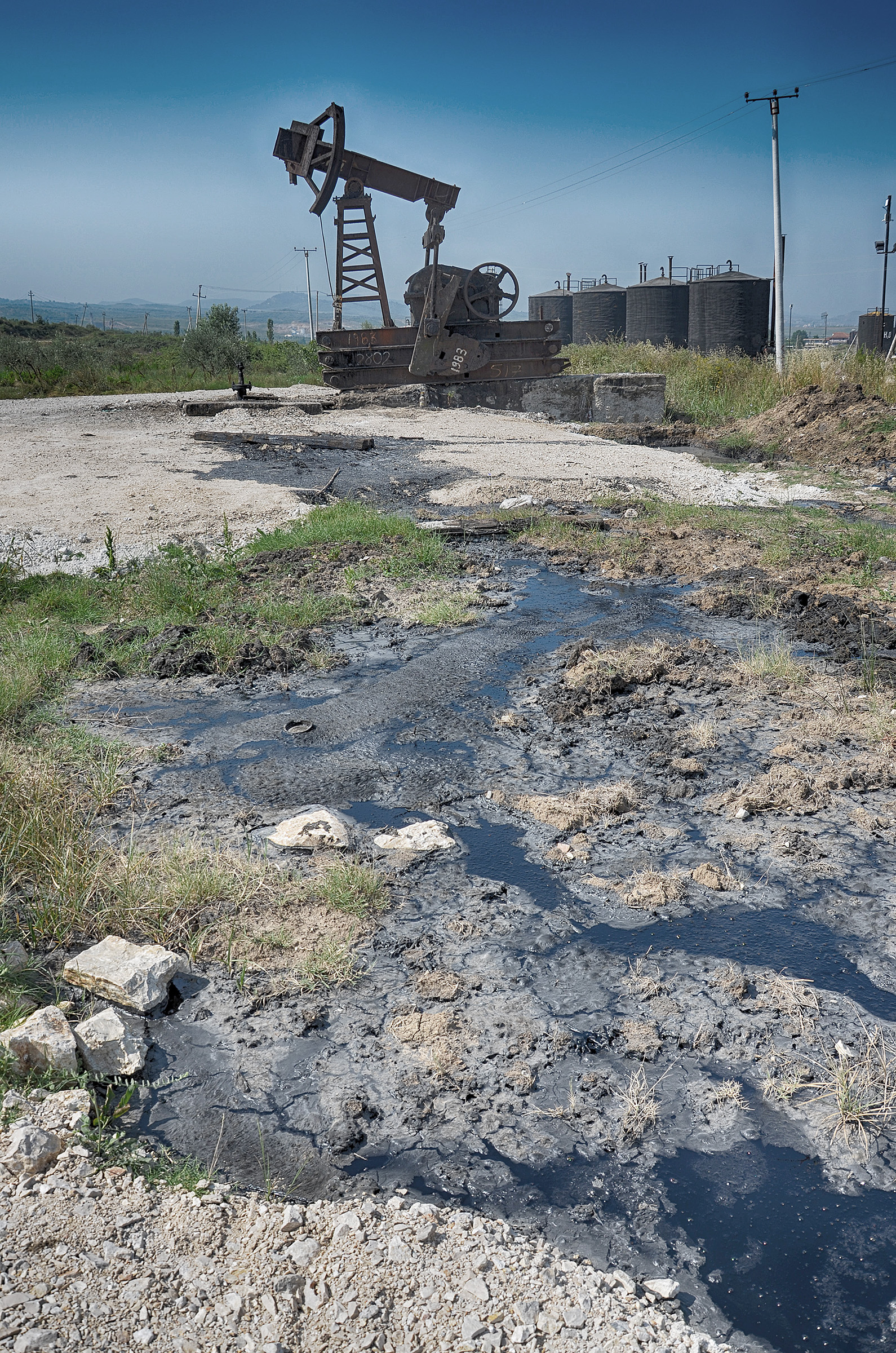
Kőolajmező Patos mellett

A mai Patos közelében 1926 nyarán az Albániában koncessziós joggal rendelkező Anglo-Persian Oil Company kőolajra bukkant. A brit cég 1930 januárjában lemondott koncesszióiról, egyedül Patosban folytatták a kitermelést egészen 1934 márciusáig. Ezt követően az olasz AIPA (Azienda Italiana Petroli Albanesi) szerezte meg a koncessziós jogokat. A második világháborús harcokban az ipari létesítmények súlyos károkat szenvedtek, de a kommunista állam az albán kőolaj-kitermelés központjává fejlesztette Patost. Az olasz olajmunkások korábbi telepe mellett 1949-ben építették fel a szocialista várost, amelynek lakossága 1955-ben megközelítette a három-, 1960-ban az ötezret. A kőolaj-kitermeléssel foglalkozó állami cégek mellett geológiai és műszaki kutatóintézeteket, olajipari technikumot is telepítettek a szocialista városba.
Az 1991-es demokratikus fordulat után az ipari létesítmények egy része bezárt, a lakosság jelentős hányada munkanélküli lett. További súlyos gondokat jelent, hogy a nehézipari létesítmények az elmúlt évtizedekben elszennyezték a környező vidéket. Az 1997 januárjában a piramisjáték-válság kapcsán kirobbant zavargásokban több épületet felgyújtottak a városban. 2004 után a kanadai Bankers Petroleum  végezte a kitermelést a Patos környéki, folyamatosan növekvő Marinëza olajmezőn. A céggel szemben 2016-ban felmerült környezetkárosítási problémák után a Bankers kínai tulajdonba került. 2019-ben Albánia kőolaj-kitermelésének 95%-a a vállalathoz kötődött.

## Nevezetességei
Patos városa emeletes blokkházakkal beépített tipikus szocialista iparváros, elenyésző látnivalóval. A környék őstörténeti emlékhelyei közül szabadon látogathatók Margëlliç ókori erődjének és városának romjai.